# Падев-Народова (гміна)
Гміна Падев-Народова (пол. Gmina Padew Narodowa) — сільська гміна у східній Польщі. Належить до Мелецького повіту Підкарпатського воєводства.
Станом на 31 грудня 2011 у гміні проживало 5429 осіб.

## Територія
Згідно з даними за 2007 рік площа гміни становила 70.55 км², у тому числі:
- орні землі: 75.00%
- ліси: 12.00%

Таким чином, площа гміни становить 8.02% площі повіту.

## Населення
Станом на 31 грудня 2011:
| Опис     | Загалом | Загалом | Чоловіки | Чоловіки | Жінки | Жінки |
| -------- | ------- | ------- | -------- | -------- | ----- | ----- |
| одиниця  | осіб    | %       | осіб     | %        | осіб  | %     |
| все      | 5429    | 100     | 2708     | 49.88    | 2721  | 50.12 |
| міське   | 0       | 100     | 0        |          | 0     |       |
| сільське | 5429    | 100     | 2708     | 49.88    | 2721  | 50.12 |

## Сусідні гміни
Гміна Падев-Народова межує з такими гмінами: Баранув-Сандомерський, Ґавлушовіце, Осек, Тушув-Народови.